# Portiamo anche a spasso i cani
Portiamo anche a spasso i cani (—We Also Walk Dogs nella versione originale) è un racconto di fantascienza scritto da Robert A. Heinlein, pubblicato in Astounding Science Fiction nel luglio del 1941 con lo pseudonimo di Anson MacDonald. Venne inserita nella raccolta di storie brevi Le verdi colline della Terra (The Green Hills of Earth, 1951) e successivamente ne La storia futura (The Past Through Tomorrow, 1967).
È considerata l'opera maggiormente umoristica tra quelle prodotte dall'autore nel periodo prebellico.
Sebbene sia considerato parte del ciclo della Storia futura il racconto non ha riferimenti ad altre vicende della serie e presenta elementi come l'antigravità e l'esistenza di alieni su Giove che non sono del tutto coerenti con le altre storie.

## Storia editoriale
Scritto nel febbraio 1941 fu pubblicato per la prima volta nel numero di luglio 1941 della rivista Astounding Science Fiction con lo pseudonimo di Anson MacDonald.
Ne esistono diverse traduzioni in italiano, la prima di Roberta Rambelli è stata pubblicata nel 1962 con il titolo Il fiore dell'oblio.
Quella di Paolo Busnelli che si intitola Portiamo anche a spasso i cani è stata pubblicata dalla Armenia Editore nel 1978 nella raccolta Le verdi colline della Terra. 10 racconti (The Green Hills of Earth, 1951) e poi di nuovo nel 1980.
Quella di Giuseppe Lippi pure intitolata Portiamo anche a spasso i cani, è stata pubblicata dalla Mondadori nel 1987 e nel 1998, nell'antologia La storia futura.
Quest'ultima è basata sui testi sistemati da Heinlein, che ha apportato molte lievi modifiche alle opere del ciclo della Storia futura per aggiornarle e migliorarne la coerenza interna, in occasione dell'uscita della raccolta in volume The Past Through Tomorrow nel 1967.

## Trama
La Universale Servizi è un'azienda di grande successo che fornisce servizi di ogni genere, come personal shopper, dog sitter o trovare la sede per una festa, ma pubblicizza anche con orgoglio che "nessun lavoro è troppo grande ..".
Un'idea per la campagna pubblicitaria di cui discute lo staff è "Volete far ammazzare qualcuno? Allora NON chiamate la Universale Servizi; ma per qualsiasi altro lavoro chiamate ... ne vale la pena!". 
Il modello di business implica il saper trovare la persona giusta cui subappaltare il lavoro. 
La tecnologia utilizzata prevede l'accesso rapido ai dati del cliente e l'utilizzo di telefoni personali e portatili.
Un giorno all'azienda viene chiesto l'impossibile: far sì che una conferenza interplanetaria si possa svolgere sulla Terra, la cui gravità è troppo forte o troppo debole per molte delle razze native di altri pianeti e lune del sistema solare; la soluzione di tenere la conferenza su Marte o sulla Luna è politicamente inaccettabile.
Nel frattempo lo staff ha anche a che fare con una ricca cliente che vuole far visita al figlio che si sta riprendendo da un infortunio sugli sci e contemporaneamente tenere una festa alla moda a casa sua a più di mille miglia di distanza; la soluzione è condurla al capezzale del figlio mentre si utilizza una proiezione 3D per farla apparire alla festa.
Per questo le fanno pagare una forte tariffa che viene raddoppiata quando la donna cerca egoisticamente di assumere uno dei membri della squadra come sua segretaria mondana.
Gran parte della storia non è dedicata, come ci si potrebbe aspettare, alla scienza o all'ingegnerizzazione di un sistema antigravità che consenta lo svolgimento della conferenza, ma al come il più grande fisico del mondo, un certo Dr. O'Neill, viene persuaso ad accettare il lavoro.
O'Neill è troppo ricco per lasciarsi tentare dal denaro, ma desidera possedere una preziosissima ciotola di porcellana cinese chiamata "Il fiore dell'oblio".
Lo staff deve trovare un modo per sottrarre la ciotola al suo proprietario, un museo di Londra; ciò comporta la creazione di un duplicato e alcune manovre scorrette; quando la ottengono scoprono che è davvero uno degli oggetti più belli che si possa immaginare e ha il potere di umanizzare tutti i personaggi.
Il modulatore di gravità viene creato da O'Neill, che richiede il pagamento, lo staff è d'accordo, ma pone una condizione: di poter vedere di tanto in tanto la ciotola; colto di sorpresa, O'Neill accetta e inizia a considerarli potenziali amici abbandonando il suo atteggiamento ostile.
L'azienda rivendica inoltre la proprietà del modulatore di gravità, contro i tentativi del governo di appropriarsene, poiché O'Neill aveva un contratto da salariato, con la ciotola come bonus, quindi secondo la legge vigente la Universale Servizi possiede il frutto del suo lavoro.
Con alcune manovre legali e consentendo allo stesso agente governativo di avere azioni della società che deterrà i brevetti, riescono a ottenere un profitto ancora maggiore.